# Izotopy dusíku
Dusík (7N) se v přírodě vyskytuje ve dvou stabilních izotopech, 14N, který tvoří velkou většinu přírodního dusíku, a 15N. Je také známo celkem čtrnáct radioizotopů tohoto prvku, s nukleonovými čísly od 10 do 25, a jeden jaderný izomer, 11mN. Všechny radioizotopy mají krátký poločas přeměny, nejstabilnější z nich je 13N a poločasem 9,965 minut. Všechny ostatní mají poločas kratší než 7,2 s, většinou kratší než 0,6 s. Izotopy s nukleonovým číslem pod 14 se většinou přeměňují na izotopy uhlíku, zatímco ty s nukleonovým čísle nad 15 se většinou přeměňují na izotopy kyslíku. Nejkratší poločas přeměny má dusík-10, kolem 2,3 mikrosekund.

## Přírodní izotopy

### Dusík-14
Dusík-14 je jeden ze dvou stabilních izotopů tohoto prvku, patří k němu 99,636 % přírodního dusíku.
14N je jedním z mála stabilních nuklidů, které mají lichý počet protonů i neutronů (také k nim patří deuterium, 6Li a 10B). Každý z nukleonů má jaderný spin +1/2 nebo -1/2, a celkový magnetický spin jádra je tak roven jedné.
Jako u dalších prvků těžších než lithium jsou hlavním zdrojem dusíku-14 a dusíku-15 ve vesmíru termonukleární reakce uvnitř hvězd, 14N a 15N vznikají jako jedny z produktů CNO cyklu.
Dusík-14 je zdrojem přírodního radioizotopu uhlíku, uhlíku-14, který z něj vzniká reakcí s neutrony v kosmickém záření ve vyšších vrstvách atmosféry. 14C se přeměňuje zpět na 14N s poločasem 5730±40 let.

### Dusík-15
Dusík-15 (15N) je vzácnějším z obou přírodních izotopů dusíku. Má dva zdroje: beta plus přeměnu kyslíku-15 a beta minus přeměnu uhlíku-15.
Tento izotop se často používá v NMR spektroskopii. Na rozdíl od mnohem běžnějšího dusíku-14 má celočíselný jaderný spin a díky tomu i kvadrupólový moment.
Dusík 15N může vznikat, když pomalé neutrony narazí do jádra dusíku 14N (např.: v bílkovině) a může se uvolnit až 10,39 MeV.
Je to jeden z důvodů, proč jsou pomalé neutrony nebezpečné pro živé organismy.

## Seznam izotopů
| symol nuklidu | Z(p)              | N(n)              | hmotnost izotopu (u) | poločas přeměny  | způsob(y) přeměny | produkt(y) přeměny | jaderný spin | reprezentativní izotopové složení (molární zlomek) | rozmezí přirozeného výskytu (molární zlomek) |
| symol nuklidu | excitační energie | excitační energie | excitační energie    | poločas přeměny  | způsob(y) přeměny | produkt(y) přeměny | jaderný spin | reprezentativní izotopové složení (molární zlomek) | rozmezí přirozeného výskytu (molární zlomek) |
| ------------- | ----------------- | ----------------- | -------------------- | ---------------- | ----------------- | ------------------ | ------------ | -------------------------------------------------- | -------------------------------------------- |
| 10N           | 7                 | 3                 | 10,041 65(43)        | 2(1,4)×10−22 s   | p                 | 9C                 | -2           |                                                    |                                              |
| 11N           | 7                 | 4                 | 11,026 09(5)         | 5,9(21)×10−22 s  | p                 | 10C                | +1/2         |                                                    |                                              |
| 11mN          | 740(60) keV       | 740(60) keV       | 740(60) keV          | 6,90(80)×10−22 s |                   |                    | -1/2         |                                                    |                                              |
| 12N           |                   |                   |                      | 11,000(16) ms    | β+ (96,5 %)       | 12C                | +1           |                                                    |                                              |
| 12N           | β+, α (3,5 %)     | 8Be               |                      | 11,000(16) ms    |                   |                    | +1           |                                                    |                                              |
| 13N           |                   |                   |                      | 9,965(4) min     | β+                | 13C                | -1/2         |                                                    |                                              |
| 14N           |                   |                   |                      | Stabilní         | Stabilní          | Stabilní           | +1           | 0,996 36(20)                                       | 0.995 79–0,996 54                            |
| 15N           | 7                 | 8                 | 15,000 108 898 2(7)  | Stabilní         | Stabilní          | Stabilní           | -1/2         | 0,003 64(20)                                       | 0,003 46–0,004 21                            |
| 16N           | 7                 | 9                 | 16,006 101 7(28)     | 7,13(2) s        | β− (99,999 %)     | 16O                | -2           |                                                    |                                              |
| 16N           | 7                 | 9                 | 16,006 101 7(28)     | 7,13(2) s        | β−, α (0,001%)    | 12C                | -2           |                                                    |                                              |
| 17N           | 7                 | 10                | 17,008 450(16)       | 4.171 s          | β−, n (95,1 %)    | 16O                | -1/2         |                                                    |                                              |
| 17N           | 7                 | 10                | 17,008 450(16)       | 4.171 s          | β− (4,9 %)        | 17O                | -1/2         |                                                    |                                              |
| 17N           | 7                 | 10                | 17,008 450(16)       | 4.171 s          | β−, α (0,002 5 %) | 13C                | -1/2         |                                                    |                                              |
| 18N           | 7                 | 11                | 18,014 079(20)       | 619 ms           | β− (76,9 %)       | 18O                | -1           |                                                    |                                              |
| 18N           | 7                 | 11                | 18,014 079(20)       | 619 ms           | β−, α (12,2 %)    | 14C                | -1           |                                                    |                                              |
| 18N           | 7                 | 11                | 18,014 079(20)       | 619 ms           | β−, n (10,9 %)    | 17O                | -1           |                                                    |                                              |
| 19N           | 7                 | 12                | 19,017 029(18)       | 336 ms           | β− (58,2 %)       | 19O                | -1/2         |                                                    |                                              |
| 19N           | 7                 | 12                | 19,017 029(18)       | 336 ms           | β−, n (41,8 %)    | 18O                | -1/2         |                                                    |                                              |
| 20N           | 7                 | 13                | 20,023 37(6)         | 136 ms           | β− (57,1 %)       | 20O                |              |                                                    |                                              |
| 20N           | 7                 | 13                | 20,023 37(6)         | 136 ms           | β−, n (42,9 %)    | 19O                |              |                                                    |                                              |
| 21N           | 7                 | 14                | 21,027 11(10)        | 84,8(67) ms      | β−, n (86,0 %)    | 20O                | -1/2         |                                                    |                                              |
| 21N           | 7                 | 14                | 21,027 11(10)        | 84,8(67) ms      | β− (14,0 %)       | 21O                | -1/2         |                                                    |                                              |
| 22N           | 7                 | 15                | 22,034 39(21)        | 19,5(20) ms      | β− (54,0 %)       | 22O                |              |                                                    |                                              |
| 22N           | 7                 | 15                | 22,034 39(21)        | 19,5(20) ms      | β−, n (34,0 %)    | 21O                |              |                                                    |                                              |
| 22N           | 7                 | 15                | 22,034 39(21)        | 19,5(20) ms      | β−, 2n (12,0 %)   | 20O                |              |                                                    |                                              |
| 23N           | 7                 | 16                | 23,041 22(32)        | 14,15(125) ms    | β−                | 23O                | -1/2         |                                                    |                                              |
| 24N           | 7                 | 17                | 24,510 4(43)         | <52 ns           | n                 | 23N                |              |                                                    |                                              |
| 25N           | 7                 | 18                | 25,060 66(54)#       | <260 ns          |                   |                    | -1/2         |                                                    |                                              |